# Donald Jay Irwin

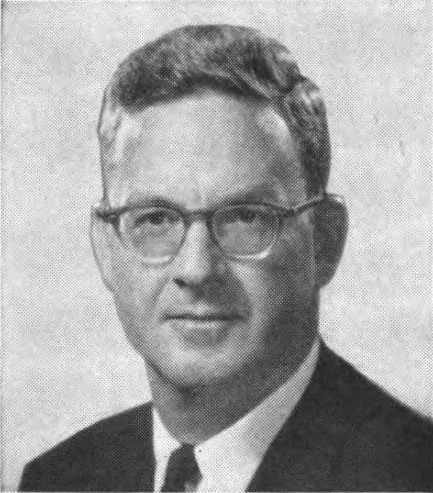
Donald Jay Irwin

Donald Jay Irwin (* 7. September 1926 in Argentinien; † 7. Juli 2013 in Norwalk, Connecticut) war ein US-amerikanischer Politiker. Zwischen 1959 und 1961 sowie zwischen 1965 und 1969 vertrat er den Bundesstaat Connecticut im US-Repräsentantenhaus.

## Werdegang
Donald Irwin wurde 1926 in Argentinien geboren und kam im Jahr 1945 in die Vereinigten Staaten, um an der Yale University zu studieren. Danach trat er in die US Army ein. Dort gehörte er zu einer brasilianisch-amerikanischen Einheit in Rio de Janeiro. Nach seiner Rückkehr in die USA setzte er seine Ausbildung fort. Nach einem Jurastudium in Yale und seiner im Jahr 1954 erfolgten Zulassung als Rechtsanwalt begann er in Connecticut in seinem neuen Beruf zu praktizieren. Während seiner Studienzeit in Yale hatte er nebenher auch noch Spanisch unterrichtet. Irwin wurde auch Mitglied im Bildungsausschuss der Stadt Norwalk.
Politisch schloss sich Irwin der Demokratischen Partei an. 1958 wurde er als deren Kandidat im vierten Wahlbezirk von Connecticut in das US-Repräsentantenhaus in Washington, D.C. gewählt, wo er am 3. Januar 1959 die Nachfolge des Republikaners Albert P. Morano antrat. Da er aber bei den Wahlen des Jahres 1960 gegen Abner W. Sibal verlor, konnte er bis zum 3. Januar 1961 zunächst nur eine Legislaturperiode im Kongress absolvieren.
Nach seiner Zeit im Repräsentantenhaus wurde Irwin 1961 Berater der United States Information Agency. 1962 wurde er von Gouverneur John N. Dempsey zum State Treasurer von Connecticut ernannt. Bei den Wahlen des Jahres 1964 konnte er Abner Sibal schlagen und damit seinen alten Sitz im Kongress zurückgewinnen. Nach einer Wiederwahl im Jahr 1866 konnte er dort zwischen dem 3. Januar 1965 und dem 3. Januar 1969 zwei weitere zusammenhängende Legislaturperioden verbringen. Diese waren bestimmt von den Diskussionen um die Bürgerrechtsbewegung und den Vietnamkrieg. Bei den Wahlen des Jahres 1968 verlor Donald Irwin gegen Lowell P. Weicker.
Nach seinem endgültigen Ausscheiden aus dem Kongress praktizierte Irwin wieder als Anwalt. In den Jahren 1971 und 1973 wurde er zum Bürgermeister von Norwalk gewählt. 1975 lehnte er eine weitere Kandidatur für dieses Amt ab. Anschließend lebte Irwin, Vater von zwei Söhnen und zwei Töchtern, in Rowayton.